# Terrissa de Rialb
La terrissa de Rialp és la terrissa popular produïda a la població de pirinenca de Rialp (Pallars Sobirà). Les formes i decoracions d'aquesta terrissa entronquen amb la tradició de terrissa pallaresa, existent des de temps immemorials. Actualment, en parlar de terrissa de Rialp es fa referència a les darreres produccions de terrissa que es van elaborar durant els dos primers terços del segle XX.
Les produccions de terrissa de Rialp del segle XX tenen moltes similituds amb la terrissa popular d'altres zones com l'Alta Ribagorça i l'Alt Urgell i, en especial la Cerdanya.

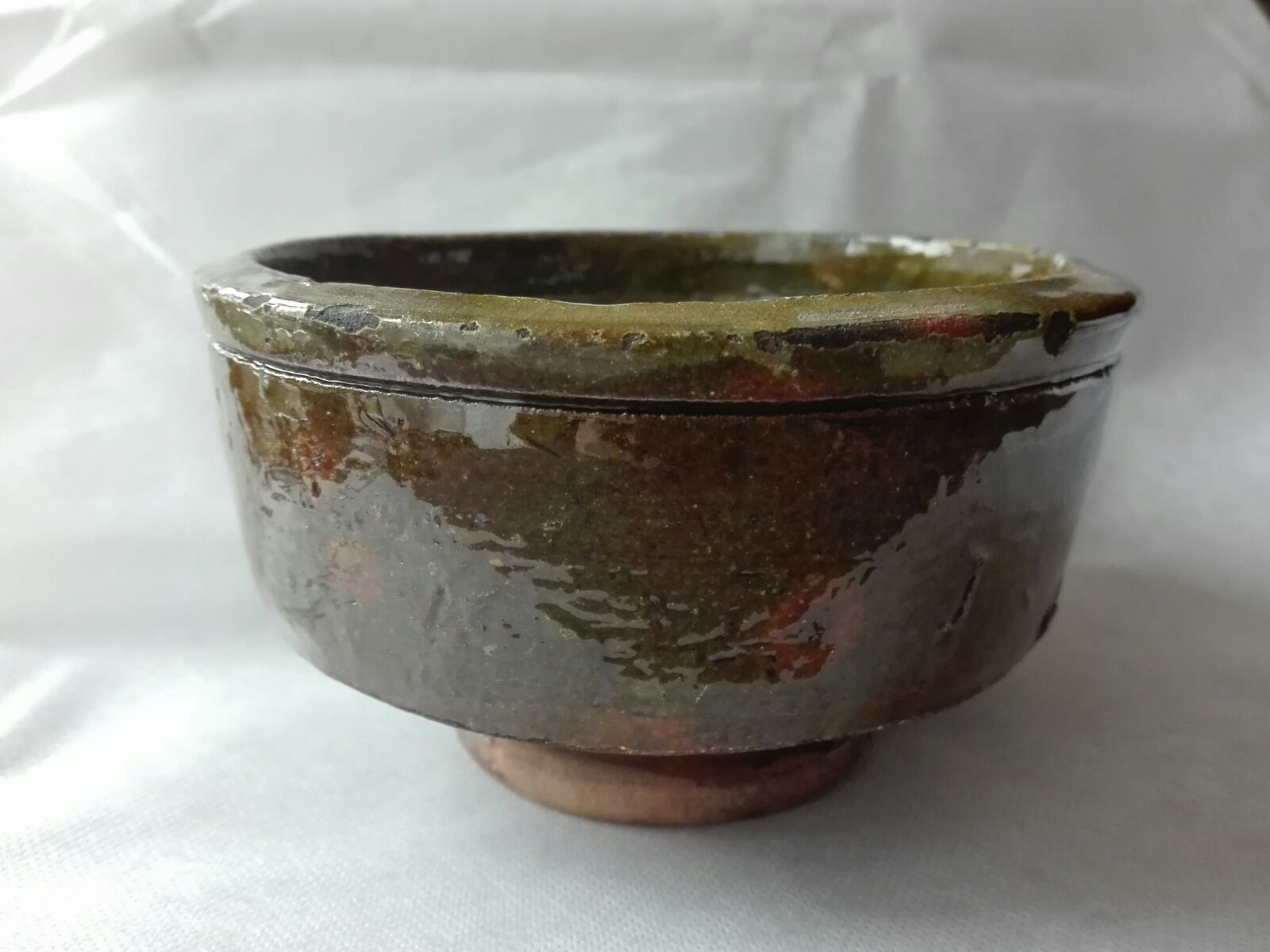
Vista frontal d'una formatgera de Rialp. La peça pertany a una col·lecció particular

## Història
La producció de terrissa per a l'ús domèstic és una activitat artesanal que es desenvolupa des de la prehistòria. A cada zona, i des de temps immemorial, es va anar desenvolupant una producció local que s'anà perfeccionant amb el temps a l'hora de triar les millors terres per treballar. També hi hagué un procés d'especialització que va permetre dissenyar un seguit de peces de formes diferents, pensades per a les necessitats de la gent.
A la zona pirinenca nord-occidental de Catalunya, la producció de terrissa popular té unes característiques semblants pel fet de ser comarques de muntanya però també hi ha diferències substancials entre els diferents centres productors. Així doncs, es pot distingir entre la terrissa del Pont de Suert (Alta Ribagorça), la de la Seu d'Urgell (Alt Urgell), la de Bellver (Cerdanya) o la de Gerri de la Sal, la de Salàs de Pallars i la de Rialp (Pallars Sobirà).

## El terrisser de Rialp
Durant el primer terç del segle xx, a Rialp hi havia dos terrissers. Pels volts de 1948 només en quedava un: Joan Alart.
Alart havia aprés l'ofici del seu pare que, al seu torn, l'havia aprés a la Cerdanya. Aquest és el motiu pel qual la terrissa de Rialp presenta similituds amb la terrissa de la Cerdanya, tant pel que fa a la tècnica com a la decoració.
Joan Alart Arxivat 2018-01-22 a Wayback Machine. fou el darrer terrisser del Pallars. Fins a l'any 1961 ell mateix recollia la terra de vora la carretera de Rialp a Olp, la porgava, després preparava el fang, els vernissos i l'engalba, modelava les peces al torn i, finalment, feia la cuita al seu forn. Després encara anava a vendre la seva producció casa per casa: plats i soperes, formatgeres, plates, tasses i pitxelles, tupins, joguines per als nens, etc.
L'any 1961 feu la seva darrera fornada. Com molts altres terrissers ja no podia competir amb les modes i els nous materials que s'imposaven a la cuina i a la taula.

## Atuells
Les peces més destacades de la producció de terrissa de Rialp són les següents:
- Tupí: És una peça que servia per a coure els aliments a la vora del foc. El típic tupí pallarès és ventrut, de cul estret, col alt i cenyit, amb la boca acampanada i de línies molt elegants.[2]
- Cassola pallaresa: No serveix per anar al foc. S'utilitzava per llescar-hi i escudellar-hi les sopes i servir-les a taula com si es tractés d'una sopera rústica, això com per a menjar, les de mida petita o individual. La típicament pallaresa, elaborada a Salàs i a Gerri, és una mica diferent de la cassola comuna de Rialp que té certs trets d'imitació cerdana.[3]
- Escudella: L'escudella de Rialp és una peça fonda i de cul molt estret que recorda una mica la forma de la cassola pallaresa.[3]
- Plata viandera: S'utilitzava per trinxar i amanir la verdura, la col o les bledes i la patata barrejada (vianda) abans de servir-la a taula. Aquestes plates sempre són molt planes i estan decorades amb dibuixos policroms.[3]
- Pitxella de xau: Mesura per al vi de mig litre.[4]
- Formatgera: Peça fonda i amb forats, utilitzada en l'elaboració del formatge.

## Decoració
Entre els motius decoratius de la terrissa de Rialp s'hi troba gran abundància de dibuixos florals així com elements que recorden al lauburu o creu basca. També hi ha decoracions que tant poden ser interpretades com a motius florals o solars. Altres decoracions juguen amb línies sinuoses que recorden els meandres dels rius.
A Rialp les peces es pintaven o engalbaven quan tenien tota la fornada seca a punt d'enfornar. La pintura o colorant es tirava a grapats i per fer els motius perfilats i fins s'utilitzava una mena de setrill de terra, com una ampolla, amb broc i una canyeta. Aquest setrill s'anomenava llanterna. Amb el broc de la llanterna Arxivat 2018-01-22 a Wayback Machine. s'apuntava a l'objecte i es traçava el dibuix que es volia fer. Quan feien la M als plats negres, en podien preparar de 20 a 25 dotzenes en mitja hora.
Els pigments per fer les decoracions eren extrets de terra groga i vermella del terme de Mentui.